# ウィリアム・スターリング・コウル

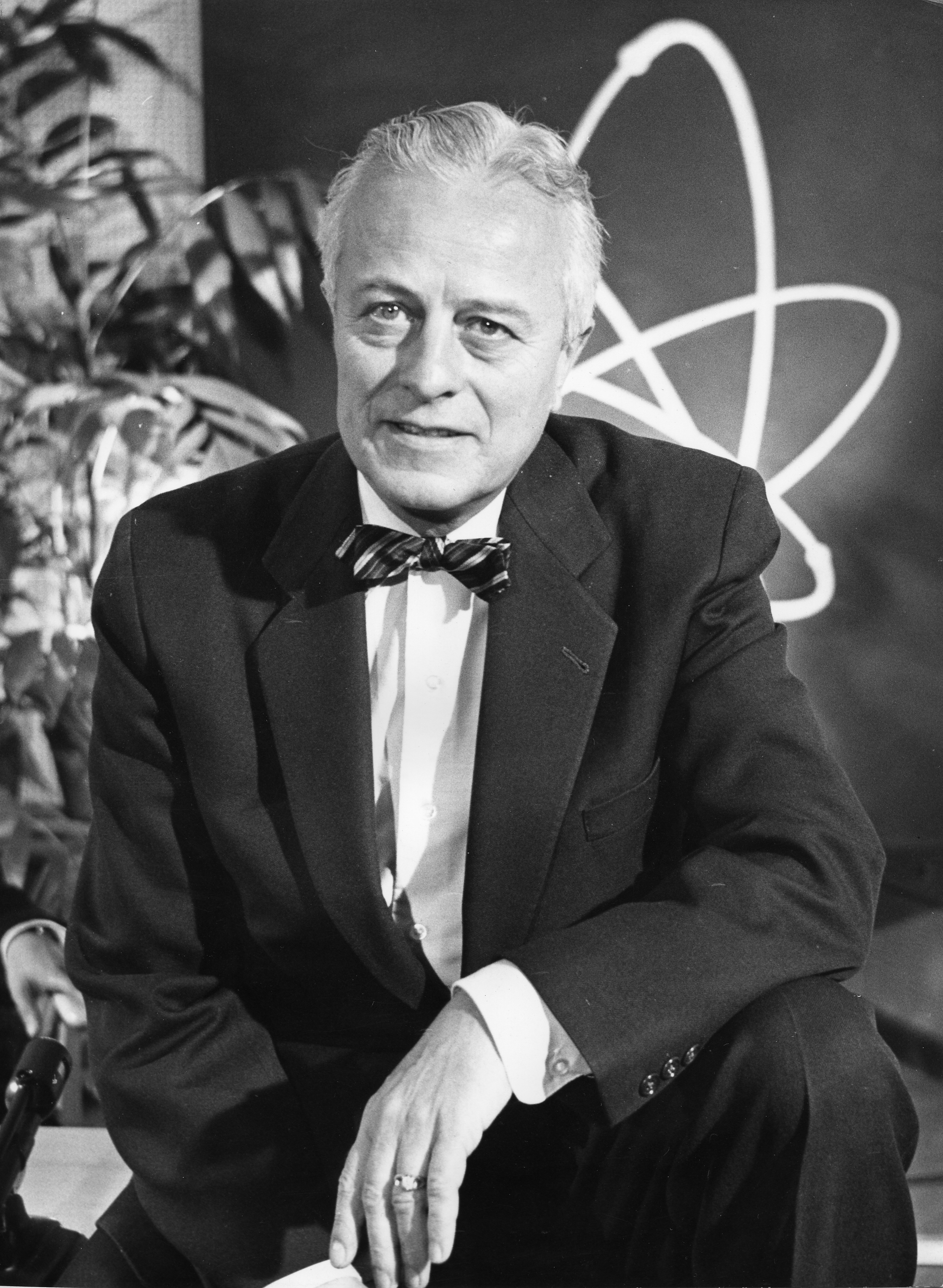
ウィリアム・スターリング・コウル

ウィリアム・スターリング・コウル（英: William Sterling Cole、1904年4月18日 - 1987年3月15日）は、アメリカ合衆国の政治家。共和党に所属し、1935年から1957年まで連邦下院議員（ニューヨーク州選出）、1957年から1961年まで国際原子力機関事務局長を務めた。

## 生涯
ニューヨーク州ペインテドポストにて誕生。1925年にコルゲート大学で文学士号を取得。1925年から1926年にかけてニューヨーク州コーニングの公立学校コーニング・フリー・アカデミーで教員。1929年にオールバニ法科大学院で法学士号を取得、ニューヨーク州弁護士の資格を取得。
1929年から1930年にかけて、ニューヨーク州オールバニの投資会社に勤務。1930年にニューヨーク州バスで弁護士業を開業。1932年に共和党から連邦下院議員に立候補するが落選。
1934年に連邦下院議員に立候補し当選、1935年1月3日より着任。初当選時の年齢31歳は、当時の共和党下院議員の中で最年少であった。下院では海軍委員会と軍事委員会に所属。また原子力エネルギー問題に関する共和党の有力な弁士として活動。1953年から1954年にかけて上下両院合同原子力委員会の委員長を務めた。平和目的での原子力開発について民間の参加を支持した。
1957年12月1日に連邦下院議員を辞任し、国際原子力機関初代事務局長に就任。1961年に退任。1987年にワシントンD.C.で死去。